# Patricia Morán
María Blanca Caridad Ogilvie Clark Peralta (Tampico, Tamaulipas, 10 de septiembre de 1925-Ciudad de México, 24 de octubre de 2022), conocida como Patricia Morán, fue una actriz mexicana.

## Biografía y carrera
María Blanca Caridad Ogilvie Clark Peralta, aunque también se le citó como María Caridad Blanca Patricia Clark Peralta, nació el 10 de septiembre de 1925 en Tampico, Tamaulipas, México. Su carrera en el mundo artístico dio inicio en el teatro, teniendo data de sus primeros registros de obras desde la década de los cuarenta. En este medio destacó en el «Teatro Ideal», donde protagonizó varios papeles al lado de Rafael Banquells y Silvia Pinal. Las obras que montaba esta mencionada compañía eran de cortas temporadas que en ocasiones, duraban menos de una semana. Al obtener notoriedad como actriz, logró entrar al mundo del cine, teniendo su primera intervención cinematográfica en 1946 con la cinta Una virgen moderna. En 1950 participó en la película Otra primavera, que tuvo como protagonista a Libertad Lamarque. Gracias a este filme fue nominada a un Premio Ariel en 1951, en la categoría a mejor coactuación femenina. Su carrera continuaría desarrollándose durante el transcurso de la Época de Oro del cine mexicano con cintas como Médico de guardia (1950), El amor no es negocio (1950), Sacrificio sublime (1950), Muchachas de uniforme (1951), Cerca del cielo (1951), y Dos vidas (1952). Al estreno de esta última película mencionada, permanecería alejada del mundo del entretenimiento por un tiempo, hasta su regreso en 1958 con la telenovela Gutierritos, la segunda producción televisiva de este tipo realizada en México. Este retorno lo desarrollaría principalmente en la televisión en lugar del cine, y participaría en otras telenovelas como Secretaria o mujer de 1960, La gloria quedó atrás de 1962, Madres egoístas de 1963, y la segunda versión de Gutierritos de 1966, destacando el hecho de que esta si fue grabada, ya que la primera fue realizada en vivo y para ese entonces aún no se comercializaban las videocintas para poderla grabar. En ese intervalo de tiempo transcurrido dentro de la televisión, destacó una participación suya en el cine, con la película El ángel exterminador de 1962, una de las cintas más importantes de su carrera. 
Adicionalmente, de 1960 a 1964 volvería a trabajar en teatro, formando parte del elenco del «Patronato para la Operación de los Teatros del IMSS». Además en 1966, participó en dos obras obras dirigidas por Alejandro Jodorowsky, estas fueron Cruce de vías, y La señora en su balcón. Como actriz de doblaje, en 1963 participó en la radionovela Kalimán - Profanadores de tumbas, interpretando al personaje de Jane Farrell.  
Se ha mencionado que su primer esposo fue un hombre con el nombre de Rodolfo Argüello Ramírez, de quien se sabe muy poco pero se cree que nació alrededor del año 1921 en Ciudad de México, y falleció el 12 de julio de 1994 a los 73 años de edad, en Chicago, Cook, Illinois, Estados Unidos. En 1968, Morán contrajo matrimonio por segunda ocasión, esta vez con el gobernador de Chihuahua Óscar Flores Sánchez, lo que la convirtió en la primera artista, en este caso una actriz, en casarse con un político, además de también convertirse en la primera dama de ese estado durante el periodo de gobernatura de Sánchez que abarcó de 1968 a 1974. Esto provocó su retiro como actriz, teniendo su última participación actoral en 1970 con un papel en la cinta ¿Por qué nací mujer?. Tras concluir su trabajo como primera dama de Chihuahua, Morán fue primero subdirectora, y luego directora del Sistema Nacional para el Desarrollo Integral de la Familia (Sistema Nacional DIF) de 1976 a 1982. La función de la Asociación, fundada por la primera dama Carmen Romano, era brindar asistencia y amparo a menores de escasos recursos en México. Al finalizar su cargo como funcionaria del DIF, decidió no regresar a la actuación y en su lugar optaría por mantener un perfil bajo alejada del mundo artístico.
El 20 de noviembre de 1986, su esposo Óscar falleció a los 79 años de edad. 44 años más tarde volvería a estar activa, pero solamente como auxiliar de producción para un cortometraje español del año 2014 titulado, Casting. La certeza de su participación en esta producción es bastante misteriosa, pues aparece en los créditos, y es la única mujer con ese nombre que al buscarla se verifica que ha trabajado en películas y en televisión, pero también es dudoso, ya que para ese entonces tendría 89 años de edad.

### Muerte
El 26 de octubre de 2022, fue informado que Morán había fallecido a los 97 años de edad.

## Filmografía

### Doblaje
- Kalimán - Profanadores de tumbas ... Jane Farrell

### Programas de televisión
- Gran teatro (1963) ... Episodio «Cyrano De Bergerac»
- Teatro del cuatro (1964)

### Películas
- Una virgen moderna (1946)
- Camino de Sacramento (1946) ... Chica rubia en baile, no acreditada
- La mujer de todos (1946) ... Angélica
- Lágrimas de sangre (1946) ... Alicia
- Belami, la historia de un canalla (1947) ... Susana
- Yo soy tu padre (1948) ... Elisa
- Negra consentida (1949) ... Marta
- Cuando los padres se quedan solos (1949) ... Carlota
- Nosotros los rateros (1949) ... Elena
- Zorina, la mujer maldita (1949) ... Rosa María
- Otra primavera (1950) ... Cristina
- Médico de guardia (1950) ... La Moribunda, Carmen Rosado
- El amor no es negocio (1950) ... Susana
- La edad peligrosa (1950) ... Patricia
- La malcasada (1950)
- Muchachas de uniforme (1951) ... María Teresa
- Cerca del cielo (1951) ... Cristina
- Dos vidas (1952)
- El ángel exterminador (1962)
- Si yo fuera millonario (1962)
- Romeo contra Julieta (1968) ... Mamá de Rodolfo
- El golfo (1969)
- ¿Por qué nací mujer? (1970) ... Tía Doro

### Producción
- Casting (2014) ... cortometraje, auxiliar de producción

### Telenovelas
- Gutierritos (1958) ... Elena
- Puerta de suspenso (1959)
- Secretaria o mujer (1960)
- La casa del odio (1960)
- La sospecha (1961)
- La gloria quedó atrás (1962)
- Pablo y Elena (1963) ... Elena
- Madres egoístas (1963)
- La máscara del ángel (1964)
- La sembradora (1965)
- La búsqueda (1966)
- Gutierritos (1966) ... Elena
- El dolor de amar (1966)
- Amor y orgullo (1966) ... Ruth
- Detrás del muro (1967)
- Atormentada (1967) ... Margarita Alfaro
- Mi Maestro (1968)
- Aurelia (1968)

### Teatro
- Yo soy el camino (1948)[16]
- Quiero vivir mi vida (1948)[17]
- Placer de verano (1954)[18]
- Amor loco (1958)[19]
- Horas robadas (1960)[20]
- Olor de santidad (1961)[21]
- Juego de reinas (1962)[22]
- Los caballeros de la mesa redonda (1962)[23]
- Cyrano de Bergerac (1962)[9]
- Las troyanas (1962)[24]
- Madre valor (1963)[25]
- La tempestad (1964)[26]
- Peer Gynt (1964) … Solveig[27]
- Rómulo Magno (1965)[28]
- Cruce de vías (1966)[29]
- Escuela de bufones (1966)[29]
- La señora en su balcón (1966)[30]
- La reina y los rebeldes (1967)[31]
- Un minuto de silencio (1968)[32]
- Ese animal extraño (1968)[33]

## Premios y nominaciones

### Premios Ariel
| Año  | Categoría                  | Película       | Resultado |
| ---- | -------------------------- | -------------- | --------- |
| 1951 | Mejor coactuación femenina | Otra primavera | Nominada  |

### Concurso Nacional de TV Mexicana
| Año  | Categoría    | Resultado |
| ---- | ------------ | --------- |
| 1959 | Mejor actriz | Ganadora  |